# Gabinetto della Repubblica Dominicana
Il Gabinetto della Repubblica Dominicana (in spagnolo Gabinete de la República Dominicana) è l'organo che detiene il potere esecutivo della Repubblica Dominicana; è costituito dal Presidente della Repubblica, che nomina e può rimuovere gli altri componenti, il Vicepresidente, i ministri ed altre cariche importanti dello stato. La nomina dei suoi componenti avviene il 16 agosto successivo ad ogni elezione presidenziale, quando il Presidente eletto conferma con un decreto la sua composizione.
I ministri ed i Ministeri sono stati chiamati segretari e Segreterie di Stato fino alla promulgazione del decreto n. 56-10 dell'8 febbraio 2010.

## Componenti attuali
Con l'inizio del suo mandato il 16 agosto 2020, il presidente Luis Abinader ha confermato con un decreto la composizione del suo governo. Il Decreto n. 324-20 designava anche il Governatore della Banca centrale, il Consulente giuridico del Potere esecutivo e due ministri senza portafoglio come componenti del Gabinetto. Nell'agosto 2021 è stato istituito il Ministero dell'edilizia abitativa e degli edifici, introducendo un nuovo dicastero nel Gabinetto.
Di seguito è riportato un elenco dei ministri che fanno o hanno fatto parte del gabinetto di Luis Abinader.
| Carica                                                                | Incarico                                                             | Titolare                    | Immagine | Dal                               | Note   |
| --------------------------------------------------------------------- | -------------------------------------------------------------------- | --------------------------- | -------- | --------------------------------- | ------ |
| Vicepresidenza della Repubblica                                       | Vicepresidente della Repubblica                                      | Raquel Peña                 |          | 16 agosto 2020                    | [ 3 ]  |
| Ministero della presidenza                                            | Ministro della presidenza                                            | Lisandro Macarulla          |          | 16 agosto 2020 - 24 luglio 2022   |        |
| Ministero della presidenza                                            | Ministro della presidenza                                            | Joel Santos                 |          | 22 agosto 2022                    | [ 4 ]  |
| Ministero della difesa                                                | Ministro della difesa                                                | Carlos Díaz                 |          | 16 agosto 2020                    | [ 5 ]  |
| Ministero delle relazioni estere                                      | Cancelliere della Repubblica Dominicana                              | Roberto Álvarez             |          | 16 agosto 2020                    | [ 6 ]  |
| Ufficio del procuratore generale                                      | Procuratore generale della Repubblica                                | Miriam Germán Yeni Berenice |          | 16 agosto 2020                    |        |
| Ministero dell'interno e della polizia                                | Ministro dell'interno e della polizia                                | Jesús Vásquez               |          | 16 agosto 2020                    |        |
| Ministero delle finanze                                               | Ministro delle finanze                                               | Jochi Vicente               |          | 16 agosto 2020                    | [ 7 ]  |
| Ministero dell'industria e del commercio                              | Ministro dell'industria e del commercio                              | Víctor "Itó" Bisonó         |          | 16 agosto 2020                    | [ 8 ]  |
| Ministero dell'economia, della pianificazione e dello sviluppo        | Ministro dell'economia, della pianificazione e dello sviluppo        | Miguel Ceara                |          | 16 agosto 2020 - 6 luglio 2022    |        |
| Ministero dell'economia, della pianificazione e dello sviluppo        | Ministro dell'economia, della pianificazione e dello sviluppo        | Pavel Isa Contreras         |          | 7 luglio 2022                     | [ 9 ]  |
| Ministero amministrativo della presidenza                             | Ministro amministrativo della presidenza                             | José Ignacio Paliza         |          | 16 agosto 2020                    |        |
| Ministero dell'istruzione                                             | Ministro dell'istruzione                                             | Ángel Enrique               |          | 3 agosto 2022                     | [ 10 ] |
| Ministero della salute pubblica e dell'assistenza sociale             | Ministro della salute pubblica e dell'assistenza sociale             | Plutarco Arias              |          | 16 agosto 2020 - 26 febbraio 2021 |        |
| Ministero della salute pubblica e dell'assistenza sociale             | Ministro della salute pubblica e dell'assistenza sociale             | Daniel Rivera               |          | 1º marzo 2021                     | [ 11 ] |
| Ministero delle opere pubbliche e delle comunicazioni                 | Ministro delle opere pubblica e delle comunicazioni                  | Deligne Ascensión Burgos    |          | 16 agosto 2020                    | [ 12 ] |
| Ministero dell'ambiente e delle risorse naturali                      | Ministro dell'ambiente e delle risorse naturali                      | Orlando Jorge Mera          |          | 16 agosto 2020 - 6 giugno 2022    |        |
| Ministero dell'ambiente e delle risorse naturali                      | Ministro dell'ambiente e delle risorse naturali                      | Miguel Ceara Hatton         |          | 7 luglio 2022                     |        |
| Ministero dell'agricoltura                                            | Ministro dell'agricoltura                                            | Limber Cruz                 |          | 16 agosto 2020                    |        |
| Ministero del turismo                                                 | Ministro del turismo                                                 | David Collado               |          | 16 agosto 2020                    | [ 13 ] |
| Ministero dell'istruzione superiore, della scienza e della tecnologia | Ministro dell'istruzione superiore, della scienza e della tecnologia | Franklin García Fermín      |          | 16 agosto 2020                    | [ 14 ] |
| Ministero dello sport e del tempo libero                              | Ministro dello sport e del tempo libero                              | Francisco Camacho           |          | 16 agosto 2020                    | [ 15 ] |
| Ministero del lavoro                                                  | Ministro del lavoro                                                  | Luis Miguel de Camps        |          | 16 agosto 2020                    | [ 16 ] |
| Ministero della cultura                                               | Ministro della cultura                                               | Carmen Heredia Ottenwalder  |          | 16 agosto 2020 - 6 settembre 2021 |        |
| Ministero della cultura                                               | Ministro della cultura                                               | Milagros Germán             |          | 6 settembre 2021                  |        |
| Ministero della pubblica amministrazione                              | Ministro della pubblica amministrazione                              | Darío Castillo Lugo         |          | 16 agosto 2020                    | [ 15 ] |
| Ministero delle donne                                                 | Ministro delle donne                                                 | Mayra Jiménez               |          | 16 agosto 2020                    |        |
| Ministero della gioventù                                              | Ministro della gioventù                                              | Rafael Féliz García         |          | 15 dicembre 2021                  | [ 15 ] |
| Ministero dell'energia e delle miniere                                | Ministro dell'energia e delle miniere                                | Antonio Almonte             |          | 16 agosto 2020                    | [ 17 ] |
| Ministero dell'edilizia abitativa e degli edifici                     | Ministro dell'edilizia abitativa e degli edifici                     | Carlos Bonilla Sánchez      |          | 11 agosto 2021                    |        |
| Ufficio del portavoce della presidenza                                | Portavoce della presidenza                                           | Milagros Germán             |          | 16 agosto 2020 - 6 settembre 2021 |        |
| Ufficio del portavoce della presidenza                                | Portavoce della presidenza                                           | Homero Figueroa             |          | 6 settembre 2021                  |        |
|                                                                       | Ministro di Stato senza portafoglio                                  | José Leonel Cabrera Abud    |          | 16 agosto 2020                    |        |
|                                                                       | Ministro di Stato senza portafoglio                                  | Geanilda Vásquez Almánzar   |          | 16 agosto 2020                    |        |